# 布拉赫洛夫农村居民点
布拉赫洛夫农村居民点（俄语：Брахловское сельское поселение）是俄罗斯联邦布良斯克州克利莫沃区所属的一个农村居民点。其下辖有6个居民点，行政中心为布拉赫洛夫。据2015年统计，该农村居民点的人口为597人。